# Jeff Schell

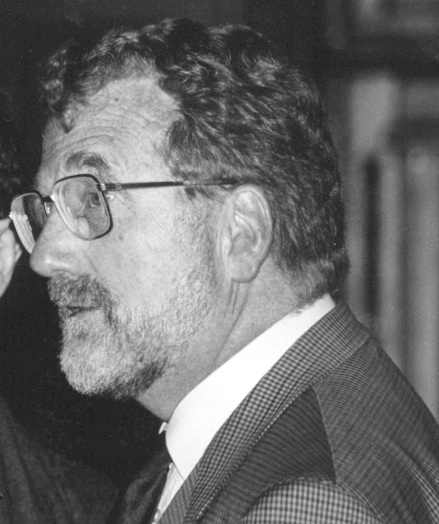
Jozef Schell in 1993

Jozef Stefaan (Jeff) baron Schell (Antwerpen, 20 juli 1935 - Brussel, 17 april 2003) was een Belgisch moleculair bioloog. Hij toonde, samen met Marc Van Montagu, aan dat de bacterie Agrobacterium tumefaciens genen naar planten kon overdragen, wat leidde tot het op ruime schaal toepassen hiervan bij plantenveredeling.
Schell studeerde aan de Rijksuniversiteit Gent zoölogie en microbiologie. Van 1967 tot 1995 was hij hoogleraar aan de Gentse universiteit, waar hij het Laboratorium voor Algemene Genetica oprichtte. Van 1978 tot 2000 was hij directeur en leider van de afdeling Moleculaire Grondbeginselen van de Plantenveredeling aan het Max-Planck-Gesellschaft in Keulen en van 1993 tot 1999 ook hoogleraar aan het Collège de France.
In 1979 kreeg hij de Francquiprijs. Hij ontving talrijke andere prijzen waaronder de Wolfprijs voor landbouw in 1990 alsook - samen met Van Montagu - de Japanprijs in 1998. Schell was een van de pionieren in de genetische technologie waarbinnen hij de wisselwerking tussen planten en bodembacteriën bestudeerde. Met Van Montagu ontdekte hij het mechanisme voor genoverdracht tussen Agrobacterium tumefaciens en planten, hetgeen resulteerde in de ontwikkeling van methodes om de bacteriesoort zodanig te veranderen dat dit proces efficiënt werd voor genetische technologie. Hun onderzoek leidde ertoe dat men het Ti-plasmide kon gaan gebruiken voor het inbrengen van vreemde genen in planten.
Hij was buitenlands lid van de Koninklijke Vlaamse Academie van België voor Wetenschappen en Kunsten sinds 1990.
In 1994 werd Schell door koning Albert II in de adelstand verheven en kreeg hij de titel van baron.
Door de Bayer Foundation wordt jaarlijks een naar hem genoemde beurs op het gebied van landbouwkunde verleend aan studenten. Ook het Max-Planck-Gesellschaft reikt jaarlijks een gelijkaardige naar hem genoemde prijs uit.
In 2018 werd in Gent een straat naar hem genoemd.